# Lublin R-XI
Il Lublin R-XI fu un monomotore di linea monoplano, sviluppato dall'azienda aeronautica polacca E. Plage i T. Laśkiewicz nei tardi anni venti, e rimasto allo stadio di prototipo.

## Storia del progetto
Nell'estate del 1926 il governo del generale Józef Piłsudski decise di procedere alla nazionalizzazione del servizio di trasporto aereo civile, con la conseguente messa in servizio di nuovi tipi di velivoli. Il responsabile dell'ufficio tecnico della ditta E. Plage i T. Laśkiewicz di Lublino, ingegnere Jerzy Rudlicki, decise di realizzare i progetti di alcuni nuovi velivoli da trasporto civile. Il primo fu designato Lublin R-IX, mentre il secondo divenne l'R-XI.
Nel corso del 1929 il Ministero dei Trasporti aveva emesso un requisito per un nuovo velivolo da trasporto passeggeri e posta, con cui sostituire gli Junkers F 13 in servizio presso la compagnia di bandiera LOT. Al requisito risposero le ditte Lublin e PWS, che presentò il suo PWS-21bis. Per realizzare il progetto del nuovo R-XI l'ingegnere Rudlicki, coadiuvato da Jerzy Teisseyre,  si basò marginalmente su quello del precedente Fokker F.VII allora prodotto su licenza in Polonia dalla Plage i Laśkiewicz. La propulsione venne affidata ad un motore radiale di origine americana Wright J-5 Whirlwind a 9 cilindri, raffreddato ad aria, erogante 240 hp, e prodotto su licenza in Polonia presso gli stabilimenti Skoda.
Il prototipo volò per la prima volta a Lublino l'8 febbraio 1930, nelle mani del collaudatore Władisław Szulcewski. Dopo il successo del primo volo, tra il 7 e l'8 marzo successivo, l'aereo effettuò i test di valutazione presso l'I.B.T.L. (Instytut Badań Tecnicznych Lotnictwa) di Varsavia. Le prove comparative effettuate sancirono la superiorità del velivolo Lublin rispetto a quello presentato dalla PWS, e pertanto esso fu dichiarato vincitore della gara.

## Tecnica
Il Lublin R-XI era un monoplano, di costruzione mista in legno e metallo. La fusoliera, costruita in tubi d'acciaio, aveva sezione rettangolare. La zona anteriore era rivestita in duralluminio, mentre il resto in compensato e tela. La parte terminale della fusoliera era realizzata in legno rivestito di compensato. L'impennaggio di coda era del tipo classico monoderiva, dotato di piani orizzontali controventati, rivestiti in tela, così come il timone. La configurazione alare era monoplana ad ala alta a sbalzo, di costruzione completamente lignea, trilongherone, rivestita di compensato. Il carrello d'atterraggio era un triciclo classico a V, fisso, dotato anteriormente di gambe di forza ammortizzate ed integrato posteriormente da un pattino d'appoggio. La carreggiata del carrello era di 2,7 m.
La cabina chiusa aveva una capacità di sei persone: un pilota, un meccanico e 4 passeggeri. I due uomini d'equipaggio erano ospitati anteriormente, disponevano di doppi comandi, e di porte esterne per l'accesso ai propri posti, posizionate su entrambi i lati della fusoliera. Un eventuale quinto passeggero poteva trovare posto in sostituzione del meccanico. La vera e propria cabina passeggeri aveva un'altezza di 1,5 m e una larghezza di 1,3 m, ospitava all'interno quattro persone, ed era riscaldata e ventilata. Per accedere ad essa erano disponibili due porte triangolari, posizionate sul lato sinistro della fusoliera. Dietro ad essa vi era il vano per i bagagli.
La propulsione era affidata ad un motore Skoda-Wright J-5 Whirlwind, a 9 cilindri radiali, raffreddati ad aria, erogante la potenza di 240 hp (179 kW) azionante un'elica bipala metallica a passo fisso. Il propulsore era ricoperto da una cappottatura aerodinamica NACA. La capacità massima del serbatoi era pari a 450 litri di combustibile. Il consumo di carburante durante il volo di crociera era pari a 40-50 l/h.

## Impiego operativo
Con l'immatricolazione civile SP-ACC l'aereo venne consegnato alla compagnia LOT, basato sull'aeroporto di Varsavia-Mókotow. I collaudi operativi, effettuati a partire dal mese di luglio, non diedero esiti soddisfacenti. L'aereo risultava più pesante di 250 kg rispetto a quanto progettato, ed in più non rispettava neanche i requisiti di velocità, autonomia e tangenza operativa previsti. Il velivolo rimase gravemente danneggiato in fase di decollo nel corso del luglio 1931, e non fu riparato. Su specifica richiesta delle autorità polacche la Plage i Laśkiewicz sviluppò il derivato Lublin R-XVI, che fu costruito in una piccola serie, anche se non come aereo da trasporto passeggeri.

## Utilizzatori
Polonia
- LOT